# Alia bint Ahmed Al Thani

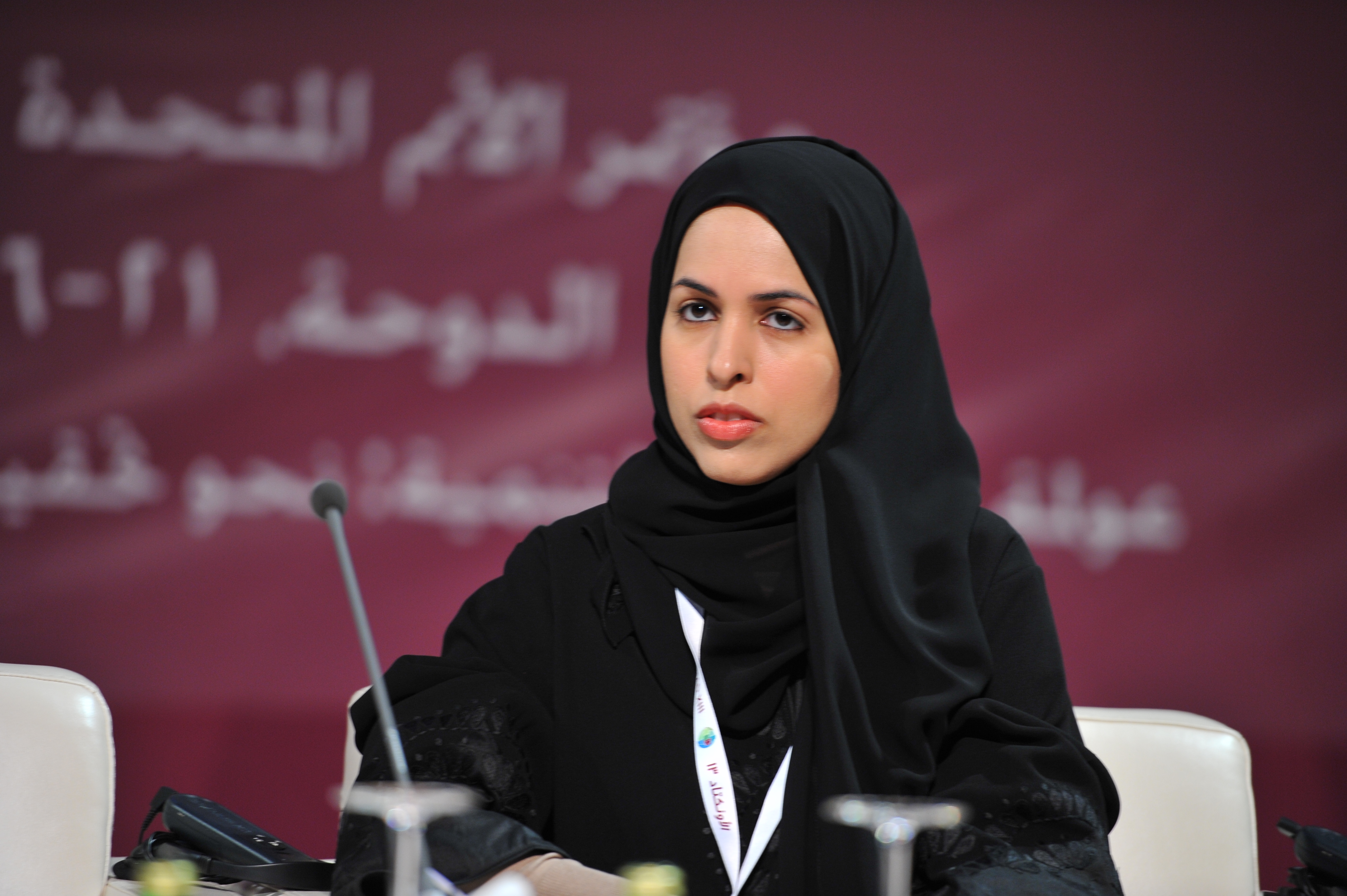
Alia bint Ahmed Al Thani

Scheicha Alia bint Ahmed bin Saif Al Thani (arabisch علياء آل ثاني, DMG ʿAlyāʾ bt. Aḥmad Āl Ṯānī; geb. 1974 in Doha) ist eine katarische Diplomatin. Sie ist seit 2013 Ständige Vertreterin Katars bei den Vereinten Nationen in New York.

## Berufsweg
Alia bint Ahmed Al Thani hat einen Bachelor in Wirtschaftswissenschaft der Universität von Katar und einen Masterabschluss in internationalen Studien und Diplomatie der Universität London. Von Oktober 2003 bis Mai 2004 war sie Senior Specialist für internationale Beziehungen im Generalsekretariat des Obersten Rates von Katar. Im Juni 2004 wechselte Al Thani als amtierende Direktorin in die Abteilung für Kinderrechte. Von September 2006 bis März 2007 war sie dort Direktorin.
Im diplomatischen Dienst ihres Landes wurde Al Thani im April 2007 Beraterin bei der Ständigen Mission in New York. Im Juni 2009 wurde sie zur bevollmächtigten Ministerin ernannt und im Mai 2010 zur Stellvertreterin des Ständigen Vertreters. Im August 2011 wechselte sie als Botschafterin in das Ministerium für auswärtige Angelegenheiten.
Alia bint Ahmed Al Thani wurde im Dezember 2011 zur Ständigen Vertreterin Katars bei den Vereinten Nationen in Genf ernannt. Im Herbst 2013 wechselte sie in gleicher Funktion nach New York. Al Thani überreichte am 24. Oktober dem UN-Generalsekretär Ban Ki-moon ihre Akkreditierung.
Al Thanis Vater war ebenfalls Diplomat und Staatsminister im Ministerium für auswärtige Angelegenheiten.